# Simo Laaksonen
Simo Laaksonen (Marttila, 1998. szeptember 10.–) finn autóversenyző.

## Pályafutása

### Kezdeti próbálkozások: 2009–2013
Laaksonen 2009-ben tette meg az első lépéseket a profi autóversenyzővé váláshoz, amikor is első ízben vett részt a Finn gokart bajnokságban. Az első három évében nem nyújtott kimagasló teljesítményt, azonban 2012-ben a KF3 kategóriában bajnoki címet szerzett hazájában. Egy évvel később már magasabb osztályban mérettette meg magát, és a 2. helyen végzett az év végi összetettben.

### Három év a Formula–4-bajnokságokban: 2014–2016
2014-ben fellépett a francia Formula–4-bajnokságba. A szezon során 31 pontot és egy dobogós helyezést sikerül elérnie, ez számára a 17. pozíciót jelentette a tabellán. A következő idény során is ebben a bajnokságban vett részt. A 2015-ös szezon sikeresebben alakult a számára, hiszen két dobogós helyezése és 150 pontja mellé még egy alkalommal győzni is tudott. A Francia Formula–4-bajnoksággal párhuzamosan részt vett az SMP Formula–4-bajnokság versenyein is, azonban kevesebb sikerrel mint a francia bajnokságban. A 2016-os évet már az ADAC Formula–4-bajnokságban kezdte meg a Motopark csapat színeiben. Három alkalommal állhatott fel a dobogóra az idény során és 88 ponttal a 11. helyet sikerül megszereznie.

### Folytatás a Formula–3-as bajnokságokban: 2017–2019
A következő szezont már az Euroformula Open és a Spanyol Formula–3-ban kezdte meg. További változás, hogy immáron a Campos Racing csapatát erősítette. Az Euroformula Open bajnokságot a 6., míg a Spanyol Formula–3-as bajnokságot a 3. pozícióban zárta az év végén. 2018-ban már a GP3 versenyein vett részt, továbbra is a Campos Racing versenyzőjeként. Egy TOP3-as helyezéssel és 36 ponttal a 14. helyet foglalhatta el az év végi értékelésben. 2018-ban bejelentésre került, hogy az MP Motorsport színeiben folytatta a pályafutását a 2019-es FIA Formula–3-as bajnokságban. Az évadban csupán egyszer szerzett pontot, a szezonnyitó spanyol hétvégén és az összetettben is csak a 23. lett 2 szerzett ponttal. Végül a holland gárda nem hosszabbította meg szerződését és távozott a bajnokságból.

## Eredményei

### Karrier összefoglaló

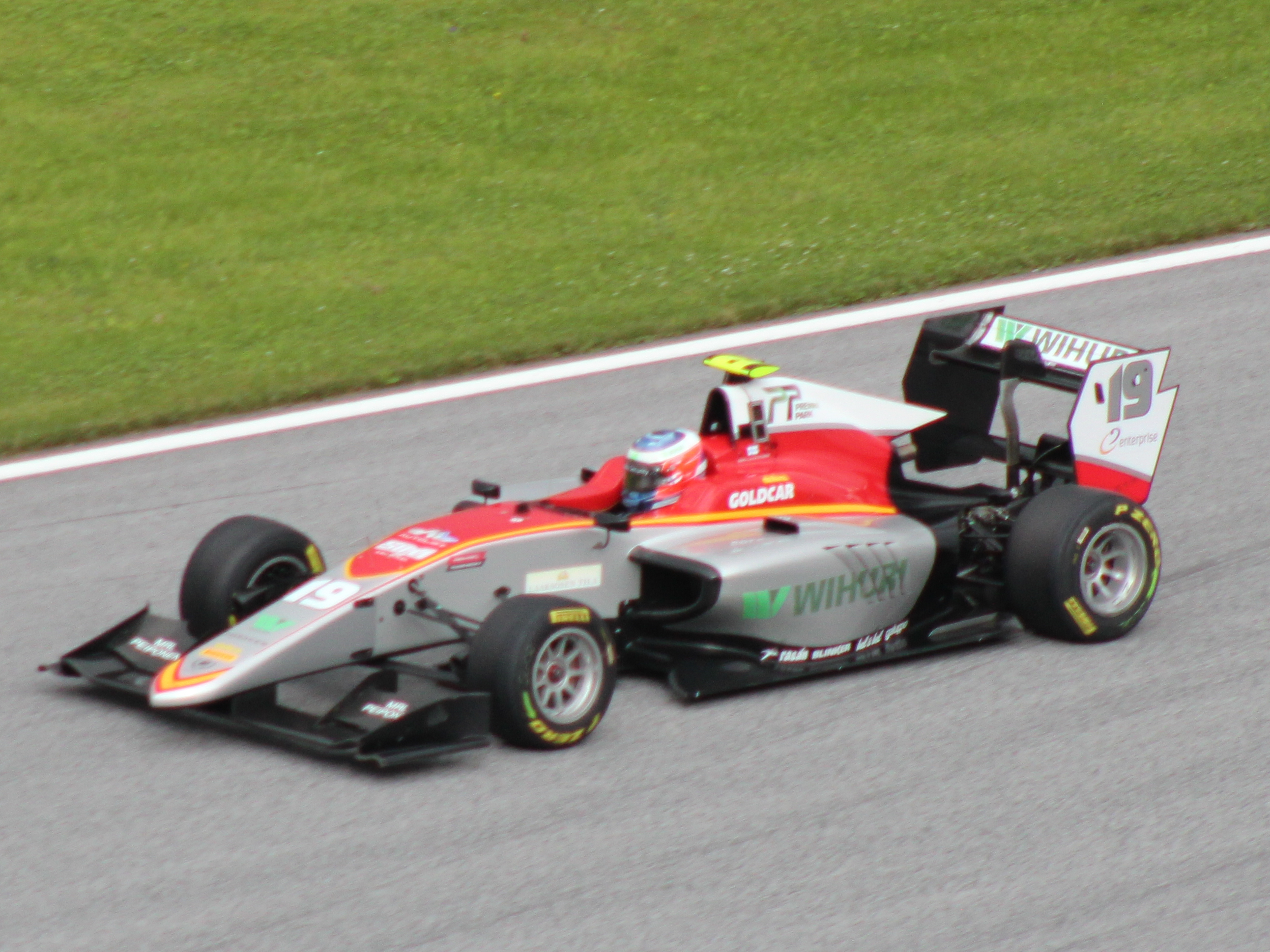
Simo Laaksonen 2018-ban

| Év   | Bajnokság                   | Csapat        | Verseny | Győzelem | Pole | Leggyorsabb kör | Dobogó | Pont | Helyezés |
| ---- | --------------------------- | ------------- | ------- | -------- | ---- | --------------- | ------ | ---- | -------- |
| 2014 | Francia Formula–4-bajnokság |               | 21      | 0        | 0    | 0               | 1      | 31   | 17.      |
| 2015 | Francia Formula–4-bajnokság | 21            | 1       | 0        | 1    | 3               | 150    | 6.   |          |
| 2015 | SMP Formula–4-bajnokság     | Koiranen GP   | 12      | 0        | 0    | 0               | 0      | 60   | 11.      |
| 2016 | ADAC Formula–4-bajnokság    | Motopark      | 24      | 1        | 0    | 0               | 2      | 88   | 11.      |
| 2017 | Euroformula Open            | Campos Racing | 16      | 0        | 0    | 0               | 2      | 100  | 6.       |
| 2017 | Spanyol Formula–3-bajnokság | Campos Racing | 6       | 0        | 0    | 0               | 0      | 70   | 3.       |
| 2018 | GP3                         | Campos Racing | 18      | 0        | 0    | 0               | 1      | 36   | 14.      |
| 2019 | Formula–3                   | MP Motorsport | 16      | 0        | 0    | 0               | 0      | 2    | 23.      |

* A szezon jelenleg is zajlik.

### Teljes GP3-as eredménysorozata
(Táblázat értelmezése)

(Félkövér: pole-pozícióból indult; dőlt: leggyorsabb kört futott) 

| Év   | Csapat        | 1          | 2         | 3          | 4          | 5         | 6          | 7          | 8          | 9          | 10         | 11         | 12         | 13        | 14        | 15        | 16         | 17        | 18        | Helyezés | Pont |
| ---- | ------------- | ---------- | --------- | ---------- | ---------- | --------- | ---------- | ---------- | ---------- | ---------- | ---------- | ---------- | ---------- | --------- | --------- | --------- | ---------- | --------- | --------- | -------- | ---- |
| 2018 | Campos Racing | ESP FEA 15 | ESP SPR 8 | FRA FEA 13 | FRA SPR 11 | AUT FEA 9 | AUT SPR 15 | GBR FEA 13 | GBR SPR 16 | HUN FEA 14 | HUN SPR 11 | BEL FEA 12 | BEL SPR 13 | ITA FEA 4 | ITA SPR 8 | RUS FEA 6 | RUS SPR 14 | UAE FEA 9 | UAE SPR 3 | 14.      | 36   |

### Teljes FIA Formula–3-as eredménysorozata
(Táblázat értelmezése)

(Félkövér: pole-pozícióból indult; dőlt: leggyorsabb kört futott) 

| Év   | Csapat        | 1         | 2          | 3           | 4          | 5          | 6          | 7          | 8          | 9          | 10         | 11         | 12         | 13         | 14         | 15         | 16         | Helyezés | Pont |
| ---- | ------------- | --------- | ---------- | ----------- | ---------- | ---------- | ---------- | ---------- | ---------- | ---------- | ---------- | ---------- | ---------- | ---------- | ---------- | ---------- | ---------- | -------- | ---- |
| 2019 | MP Motorsport | ESP FEA 9 | ESP SPR Ki | FRA FEA 20† | FRA SPR Ki | AUT FEA 18 | AUT SPR 18 | GBR FEA 24 | GBR SPR 24 | HUN FEA 17 | HUN SPR 18 | ESP FEA 24 | ESP SPR Ki | ITA FEA 20 | ITA SPR 20 | RUS FEA 17 | RUS SPR Ki | 23.      | 2    |

† A versenyt nem fejezte be, de helyezését értékelték, mert a versenytáv több, mint 90%-át teljesítette.